# Birgitta Hambraeus
Sigrid Birgitta Hambraeus, född Lindblom 11 april 1930 i Västerås, är en svensk politiker, som var centerpartistisk riksdagsledamot för Kopparbergs läns valkrets 1971–1998.

## Politisk karriär
1971 fick den nyvalda riksdagsledamoten Birgitta Hambraeus centerpartiets uppdrag att undersöka om den kärnkraft kunde ha negativ verkan på människor, miljö och samhälle. Hennes arbete gjorde att kärnkraftsfrågan i Sverige att bli en huvudfråga för Thorbjörn Fälldin och för Centerpartiet.
Hambreus hade engagerat sig stort i energifrågorna och drog sig inte för att påverka röstningsresultat i riksdagen genom att till exempel utebli från omröstningar vid bildande av nya energimyndigheter 1982, bland andra Statens energiverk som därmed sköts upp ett år.
I folkomröstningen om EU-medlemskap i Sverige 1994 profilerade sig Hambraeus som motståndare till ett svenskt medlemskap i Europeiska unionen. Hon deltog aktivt i Folkrörelsen Nej till EU och medverkade bland annat i det debattprogram som Sveriges Television sände inför folkomröstningen, där hon debatterade mot Lennart Daléus.
Hambraeus lämnade Centerpartiet 2009.
2023 är hon aktiv socialdemokrat.

## Familj
Birgitta Hambraeus var gift med Olof Hambraeus (1926–2005). Hon är dotter till ASEA- och STAL-chefen David Lindblom och hans fru Janesie Lindblom (född Edström). Hennes morföräldrar var Sigfrid Edström och Ruth Randall Edström.